# Lenguas yalánjicas
Las Lenguas yalánjicas son un subgrupo de lenguas pama dentro de la familia de lenguas pama-ñunganas, habladas en la región de la Península del Cabo York, en Queensland, Australia.

## Lenguas
Las lenguas pertenecientes a este subgrupo son:
- Guugu Yimithirr
- Guugu Yalandji
- Barrow Point † (>> Wik?)